# Кім Ю Йон
Кім Ю Йон (кор. 김주영, нар. 9 вересня 1988, Сеул) — південнокорейський футболіст, захисник клубу «Хебей Чайна Форчун» та національної збірної Південної Кореї.

## Клубна кар'єра
Народився 9 вересня 1988 року в місті Сеул. Грав у футбол в Середній школі Сінгал та в Університеті Йонсе.
У дорослому футболі дебютував 2009 року виступами за «Кьоннам», в якому провів три сезони, взявши участь у 48 матчах чемпіонату. У сезоні 2011 Кім втратив місце в основному складі і тому перебрався в інший клуб, «Сеул». У своєму дебютному сезоні гравець став чемпіоном Південної Кореї. Завдяки своїй надійній грі отримав міцне місце в стартовому складі клубу, а 2014 року був включений у символічну збірну К-Ліги та Ліги чемпіонів АФК 2014 року.
На початку 2015 року уклав контракт з китайським клубом «Шанхай СІПГ», у складі якого провів наступні два сезони своєї кар'єри гравця. Тренерським штабом нового клубу також розглядався як гравець «основи».
До складу клубу «Хебей Чайна Форчун» приєднався на початку 2017 року. Станом на 19 листопада 2017 відіграв за команду із Ціньхуандао 14 матчів в національному чемпіонаті.

## Виступи за збірну
2010 року був у складі олімпійської збірної Південної Кореї, яка завоювала бронзові медалі Азійських ігор 2010 року.
1 лютого  2014 року дебютував в офіційних іграх у складі національної збірної Південної Кореї в товариському матчі проти збірної США (0:2). .
Наступного року у складі збірної був учасником кубка Азії з футболу 2015 року в Австралії, де став срібним призером. Влітку того ж року Кім зі збірною став переможцем Кубку Східної Азії 2015 року в Китаї.
7 жовтня 2017 року в матчі проти збірної Росії (2:4) забив 2 автоголи за 2 хвилини.

## Досягнення
- Бронзовий призер Азійських ігор: 2010
- Чемпіон Південної Кореї (1): 2012
- Срібний призер Кубка Азії: 2015
- Володар Кубка Східної Азії (1): 2015

### Індивідуальні
- У символічній збірній чемпіонату Південної Кореї (1): 2014
- У символічній збірній Ліги чемпіонів АФК (1): 2014